# Spirobolellus insularis
Spirobolellus insularis är en mångfotingart som först beskrevs av Filippo Silvestri 1908.  Spirobolellus insularis ingår i släktet Spirobolellus och familjen slitsdubbelfotingar. Inga underarter finns listade i Catalogue of Life.